# Katharina Klafsky
Katharina Klafsky (ur. 19 września 1855 w Jánossomorja, zm. 22 września 1896 w Hamburgu) – węgierska śpiewaczka, sopran.

## Życiorys
Uczyła się u Mathilde Marchesi w Paryżu. Na początku kariery śpiewała w drobnych rolach w teatrze miejskim w Salzburgu (1875), następnie występowała w Lipsku (1876–1878). W 1878 roku wystąpiła w lipskiej premierze Pierścienia Nibelunga Richarda Wagnera, kreując role Waltrauty w Walkirii i Norny w Zmierzchu bogów. W 1884 gościła z zespołem Angelo Neumanna w Londynie, gdzie uczestniczyła w londyńskiej premierze Pierścienia Nibelunga. W 1884 roku występowała w Bremie, w 1885 roku w Wiedniu, a od 1886 do 1895 roku w Hamburgu. W 1892 i 1894 roku ponownie odwiedziła Londyn. W latach 1895–1896 odbyła tournée po Stanach Zjednoczonych, występując z zespołem Waltera Damroscha. Otrzymała angaż na sezon 1896/1897 do nowojorskiej Metropolitan Opera, zmarła jednak przed jego rozpoczęciem.
Do jej popisowych ról należały Donna Anna w Don Giovannim, Santuzza w Rycerskości wieśniaczej, Agata w Wolnym strzelcu, Norma w Normie.
W 1893 roku poślubiła dyrygenta Otto Lohsego. 